# Leiothrix heterophylla
Leiothrix heterophylla är en gräsväxtart som beskrevs av Silveira. Leiothrix heterophylla ingår i släktet Leiothrix och familjen Eriocaulaceae. Artens utbredningsområde är Minas Gerais i Brasilien. Inga underarter finns listade i Catalogue of Life.